# Véronique Lortal
Pour les articles homonymes, voir Lortal.
Véronique Lortal (née à Madagascar) est une chanteuse, auteur-compositeur-interprète et coach vocal française et malgache.

## Biographie
- 1980 : Participe à l'album de Jacques Higelin.
- 1982 : Sur scène avec le groupe Odeurs.
- 1983 à 1986 : Sur scène et en télé avec Le grand Orchestre du Splendid.
- 1984 : Sur scène et en télé avec Coluche.
- 1985 à 1994 : Sur scène et en télé avec Alain Souchon. Participe à l'album Nickel et Chacun mon tour.
- 1987 : Sur scène avec Jane Birkin.
- 1988 : Sur scène avec Marc Lavoine.
- 1989 : Sur scène avec Farid Chopel.
- 1989 à 1994 : Participe aux albums de Enzo Enzo.
- 1990 : Sur scène avec le groupe de Hamsa Music.
- 1994 : Sur scène avec Philippe Lavil.

## Discographie
- Tu m'allumes (1983)
- Le cœur qui blues (1984)
- La sega c'est gai (1988)
- Histoire d'O2 (1989)
- Le désert est habité (1997)
- Sale mec (2005)